# タマちゃん

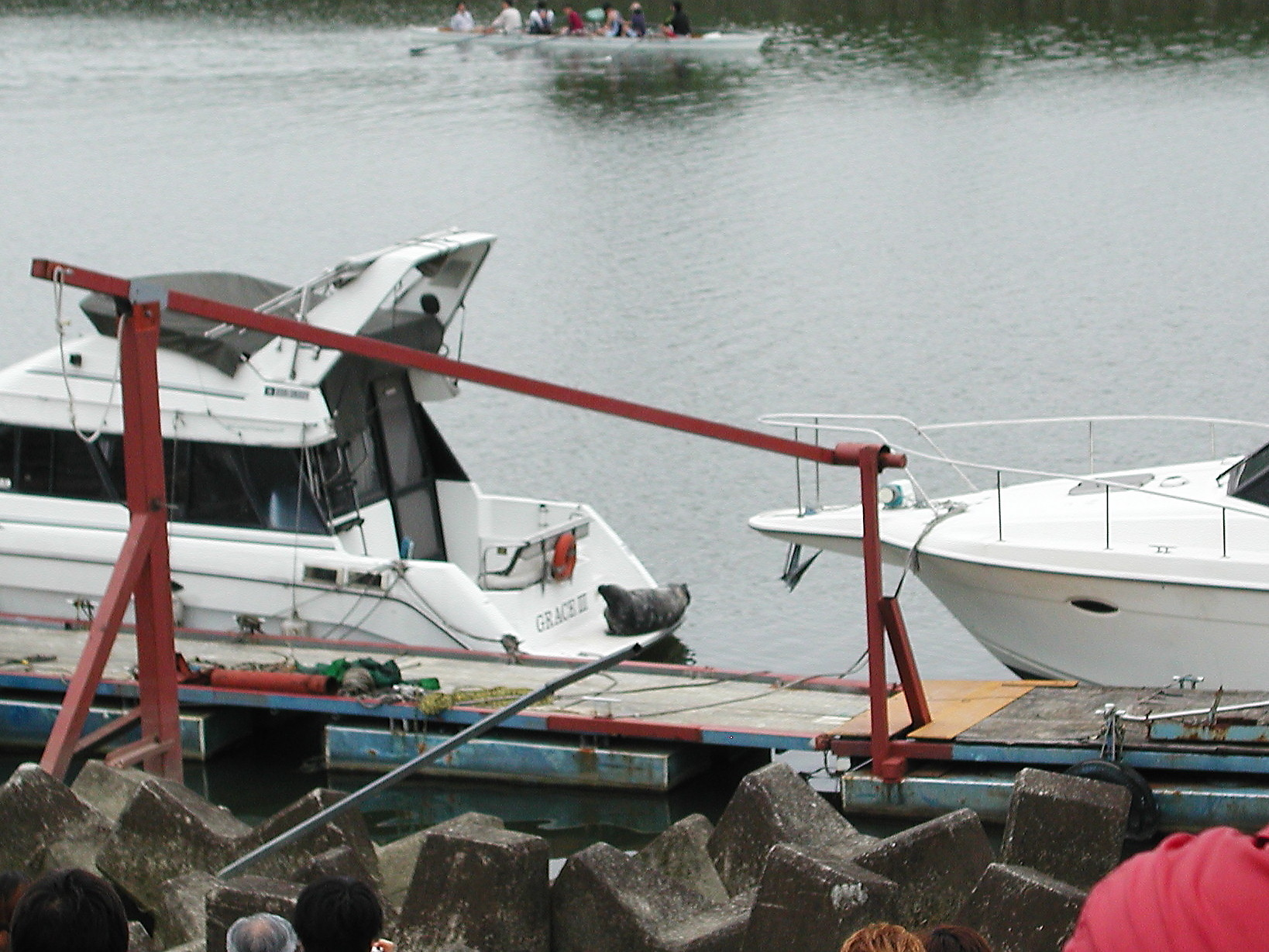
荒川の秋ヶ瀬マリーナに現れたタマちゃん

タマちゃんは、2002年8月に多摩川に現れたオスのアゴヒゲアザラシの愛称である。当時は1歳前後のこどもで、体長は約1メートル前後であった。

## 概要
2002年8月、多摩川の丸子橋付近に出現。新聞やニュース等でも取り上げられ、話題となった。その後、神奈川県横浜市港北区の鶴見川の大綱橋付近や同市西区の帷子川の横浜駅近くなどに出没。鶴見川や帷子川は典型的な都市河川として水質が悪いと思われていたため、市民から大丈夫かという不安の声も出たが、それは杞憂に終わった。国土交通省京浜河川事務所や環境省南関東地区自然保護事務所東京支所が開催した「第2回アゴヒゲアザラシに関する連絡会」では、水族館飼育員などから「水質はそれほど問題ない」「条件が悪いと思えば、過ごしやすい場所に移動する」といった指摘が挙がったため、水質による悪影響はほとんどないという見解がなされた。タマちゃんの動向が報道されることにより、市民の関心が薄かった都市河川や東京湾の状況に関心を持たせる効果を生んだ。
当時の内閣総理大臣小泉純一郎も内閣府内のインタビューでコメントするなどメディアで話題となり、2002年新語・流行語大賞の年間大賞に選出されている。
タマちゃんはアゴヒゲアザラシの迷入個体だったが、結局無理な捕獲は、ショック死させる可能性が高いことと、野生のアザラシに近づくのは危険であるため、静観の対応がとられた。
2003年以降、タマちゃんと見られるアゴヒゲアザラシが埼玉県朝霞市の荒川（JR武蔵野線荒川橋梁上流側の秋ヶ瀬マリーナとその周辺）に出没し、翌2004年前半まで見かけられ、ブームが継続する。しかし、同年4月以降は姿を消し、同年7月にはタマちゃんは海に還ったという報道もされているが、その行方は定かではない。同年8月26日にはタマちゃんのファンらで構成された「タマちゃんを見守る会」による感謝の集いが横浜市で開催され、会員らが撮り続けたタマちゃんの写真や資料が展示された。

### タマちゃんが確認された期間と河川
- 2002年8月7日 - 2002年8月17日 - 多摩川[25]
- 2002年8月25日 - 2002年8月30日 - 鶴見川
- 2002年9月12日 - 2002年9月13日 - 帷子川[26]
- 2002年9月15日 - 2002年9月24日 - 大岡川[27][28][29]
- 2002年9月29日 - 2003年3月14日 - 帷子川[30]
- 2003年4月20日 - 2003年4月23日 - 中川[31][32][33]
- 2003年4月30日 - 2004年4月12日 - 荒川[34]
- 最後に確認されたのは2004年4月12日午前2時のライブ映像[14]。以後の消息は不明[15]。

## タマちゃんに乗じた企画
「タマちゃんフィーバー」とマスコミに形容されるように、タマちゃんにあやかるような様々な企画が展開された。

### 特別住民票
2003年2月、横浜市西区より特別住民票を与えられ西区の名誉区民となった。登録名はニシ タマオ。住所は西区西平沼町帷子川護岸、生年月日は不詳、性別はオス。なお、住民票発行の根拠となる法律は存在せず、法的には市町村や特別区が配付する広報印刷物の一種にすぎない。これに関して、在日外国人20人がコメディアンのデーブ・ガタリッジの主催で「動物を住民登録するのなら私たち人間にこそ住民票を」とアザラシのコスプレをして抗議行動を行う一幕もあった。
これ以後、各地で海獣を中心とした野生動物が一定期間出没した事で特別住民票を発行する自治体が相次いだ（2009年に釧路市で出没したラッコのクーちゃん等多数）。

### タマちゃんを題材にした歌
タマちゃんを題材とする楽曲（殆どがアマチュア歌手・作家によるインディーズ盤）が作られた。経緯は不明であるが「タマちゃん音頭」という同名異曲が多数作られている。
- タマちゃんソング（作詞：ZIZI、作曲：SUYAKIN）
- タマちゃん（2002年9月26日発売、作詞・曲：Reon、歌：泉沙池）[39][40]
- たまたまたまちゃん（2002年10月30日発売、歌：すぎはらまゆ）
- タマちゃんが来た夏（2002年11月26日発売、歌：風の子（当時女子大生の香取良美と作詞・作曲の鍋島呂夢のデュオ））[41][42]
- たまちゃん（2003年1月25日発売のアルバム『疾風怒涛る』に収録。作詞・作曲・歌：モーリー・ロバートソン）
- タマチャン音頭（2003年6月発売、作詞：中山のぼる、作曲：佐瀬寿一、歌：矢野かおり。CDは横浜髙島屋で2000枚限定で販売され完売）[43]
- タマちゃん音頭（2003年8月15日発売、作詞：染井芳一、作曲：野崎真一、歌：太陽昇・幼稚園児）[44]
- タマチャンサンタが街をゆく（2003年12月発売、作詞：中山のぼる、作曲：佐瀬寿一、歌：矢野かおり）[43]
- タマちゃん音頭〜帷子川編〜（歌：美月歌織、作詞：西山陽、作曲：よしむらあきら。「人生かたつむり」のカップリング）
- タマちゃん音頭（作詞・作曲：理容店経営・音楽家の小山章雄）
- タマちゃん音頭（作詞：西和彦、作曲：西和彦と長男の西まさよし）
- タマちゃん音頭（作詞・作曲・歌：川西杏）
- タマちゃん音頭（作詞：久仁京介、作・編曲：西村孝輔、歌：西たまき）
- 西玉夫（2015年11月11日発売のアルバム『ジパング』に収録。作詞：コムアイ、ケンモチヒデフミ、作曲：ケンモチヒデフミ、歌：水曜日のカンパネラ）[45]

### アニメ出演
テレビ朝日系列で放送されたテレビアニメ『釣りバカ日誌』第26話「ハマちゃん家にタマちゃんがやってきた!の巻（前編）」（2003年6月28日放送）・第27話「ハマちゃん家にタマちゃんがやってきた!の巻（後編）」（2003年7月5日放送）において、アニメ出演を果たした。

## タマちゃんとPR会社
2002年8月7日、多摩川に迷入したアゴヒゲアザラシが撮影され、ビデオがフジテレビに持ち込まれニュースやワイドショーで取り上げられる。PR会社「プラップジャパン」がこれに目をつけ、素早いPR展開方法、批判を受けない上手な動物活用、河川事業PRの盛り込み方など緊急検討し、10日、国土交通省京浜河川事務所に、流域住民向けのアザラシによる河川事業PR計画を提案した。「いなくなる前に」という制約もあってか異例の即採用となった。16日にはアザラシ情報のページが開設され防災用カメラで映像中継も用意されるとアクセスが殺到し、メディアも連日取り上げるようになった。
プラップジャパンは、タマちゃん人気のみでは意味がなく、京浜河川事務所のメッセージを伝える機会であるとし、マスコミや住民対応についても助言していた。想定問答集を作り職員が同じ対応になるようにした。取材時に水質について質問があれば単に水質のみを答えるのではなく「多摩川の汚れの主な原因は生活排水なので、住民の意識でもっときれいにすることができる」と添えるよう教えた。この主張にしたがって記事やニュースを報道してもらえれば成功ということになる。また関係機関との調整やアザラシが死亡した場合の対応なども助言していた。
その結果、マスコミに取り上げられた件数（パブリシティ）8月15日〜9月15日の1ヶ月で在京TV局135番組、全国紙98紙。雑誌も含めた2ヶ月間の広告換算額 84億円。タマちゃんニュースに関連して、多摩川の水質浄化、自然環境や「親水事業」への理解や関心を扱った多数の報道。ウェブサイトのアクセス数を増やし市民の意見を集められたこと。などの十分な成果をおさめた。
京浜河川事務所は成果を国交省内の広報コンテストで発表し、裏方としてPR計画を進めたプラップジャパンもPRの目的が達成でき、自社の成功事例として紹介している。

## 経緯が類似する他の出没動物
タマちゃんの出没から1ヶ月経過した2002年9月には、宮城県本吉郡歌津町（現在の南三陸町）で別のアザラシが出没し、ウタちゃんと名付けられるなどアザラシ追っかけブームが発生。これ以降、東日本地域を中心とする太平洋・日本海沿岸各地で野生のアザラシやアシカ科（キタオットセイ等）・イルカなどが出没する度に報じられるようになった。
2006年9月にはタマちゃんが出没した荒川と並行する新河岸川沿いの川越市の田畑で衰弱した野生のキタオットセイの子供が発見され（しんちゃんと名付けられる）、上野動物園職員が捕獲・収容後、鴨川シーワールドで半年ほど加療して2007年3月に銚子沖で放流された事例もある。

### 2011年10月に荒川に出没したアザラシ
2011年10月上旬、埼玉県志木市の荒川の秋ヶ瀬取水堰付近にタマちゃん以来7年半ぶりにアザラシが出現。10月10日にテレビ朝日らが報道し、翌11日・12日は東京キー局（NNN系列では情報ライブ ミヤネ屋のytvのクルーを含む）・テレ玉・NHKさいたま放送局と主要新聞社の取材陣が秋ヶ瀬取水堰そばの堤防に集結し、報道を見た数十人の近隣住民らがマイカーや自転車で見物に訪れる事態となっている。なお、見物人の増加により、取水堰の管理用地や道路上に路上駐車する車が現れたため、秋ヶ瀬取水堰の管理所では車の移動や河川への立ち入り禁止を促す警告放送を実施している。
当初の報道ではタマちゃんの再来とする媒体もあった。しかし、報道各社の取材で別の種類のゴマフアザラシだとする各地の水族館職員の証言が相次いでいる。
このアザラシは志木あらちゃんの名前で特別住民票が交付されることになった。
2012年11月25日開催のタウンページ協賛ゆるキャラ(R)グランプリ2012に、「志木あらちゃん」が志木市商工会のキャラクターである「カッピー」と共にエントリーした。
2011年10月25日時点で、NHK・在京キー局での志木あらちゃんに関する報道は102番組で合計7時間47分30秒に及び、これら一連の報道による志木市への広告効果は、ニホンモニターの試算によればCMスポット料金換算で75億円に上る。これは2011年度の志木市の広報活動予算の約324年分に相当するとされる。

### 2013年3月に湖山池に出没したアザラシ
2013年3月7日、鳥取県鳥取市の湖山池でワモンアザラシの子供と思われるアザラシが発見された。湖山池は長さ3キロメートルの湖山川で海と繋がった汽水であり、そこから迷い込んだと推測されている。鳥取市では同年9月から湖山池を中心とした会場で「水と緑のオアシスとっとり2013（第30回全国都市緑化フェア）」が開催予定であり、鳥取県知事平井伸治は、それにちなんで「コヤマみどり（コヤちゃん）」と命名。県の公式サイト内に専用ページ「コヤちゃんねる」が設置された。
同月12日には鳥取市からコヤちゃんに特別住民票が交付された。市長の竹内功は「末永く湖山池に住んで、緑化フェアの盛り上げに一役も二役もかって頂きたい」とコメントしている。
- コヤちゃんねる（鳥取県）（2014年4月8日時点のアーカイブ）